# Jake Matthews
Jacob Matthews (Missouri City, Texas, 11 de febrero de 1992) más conocido como Jake Matthews, es un jugador profesional estadounidense de fútbol americano que se desempeña en la posición de offensive tackle en Atlanta Falcons, equipo de la National Football League (NFL).

## Carrera
Fue seleccionado en la primera ronda en la Reunión Anual de Selección de Jugadores de la NFL de 2014. Hizo su debut profesional con el equipo Atlanta Falcons, donde lleva jugando diez temporadas.